# Discografia formației ABBA
Discografia formației pop suedeze ABBA constă din opt albume de studio, un album live, șapte compilații, trei box set-uri, patru albume video, 73 de Single-uri, și 33 de clipuri video. Această listă nu include materialul solo realizat de membri individual.
Cele mai mari hituri ale ABBA sunt "Dancing Queen" și "Fernando", cu Arrival fiind cel mai de succes album de studio al lor.
În aprilie 2006, Universal Music Group a anunțat că înregistrările grupului au avut vânzări de aproximativ 370 milioane de unități în întreaga lume. Albumul compilație ABBA Gold (1992) a devenit unul din cele mai populare albume din lume, cu vânzări de 28 milioane de copii. ABBA a avut cel mai mare succes în Suedia, Norvegia, Danemarca, Finlanda, Germania, Olanda, Belgia, Austria, Elveția, Irlanda, Australia, Noua Zeelandă, Africa de Sud, Zimbabwe, Marea Britanie, Canada și Statele Unite.
Membrii trupei ABBA sunt Agnetha Fältskog, Anni-Frid Lyngstad (cunoscută ca Frida), Benny Andersson și Björn Ulvaeus.

## Albume

### Albume de studio
| Titlu                                                             | Detalii album                                                                             | Poziții de top | Poziții de top | Poziții de top | Poziții de top | Poziții de top | Poziții de top | Poziții de top | Poziții de top | Poziții de top | Poziții de top | Poziții de top | Certificări                                                                     |
| Titlu                                                             | Detalii album                                                                             | SWE            | AUS            | AUT            | CAN            | FRA            | GER            | NLD            | NOR            | NZ             | UK             | US             | Certificări                                                                     |
| ----------------------------------------------------------------- | ----------------------------------------------------------------------------------------- | -------------- | -------------- | -------------- | -------------- | -------------- | -------------- | -------------- | -------------- | -------------- | -------------- | -------------- | ------------------------------------------------------------------------------- |
| Ring Ring                                                         | - Lansare: 26 March 1973 - Label: Polar, Universal Music - Formate: LP, CD, casetă, DD    | 2              | 10             | —              | —              | —              | —              | —              | —              | 32             | —              | —              | - AUS: 3× Platină                                                               |
| Waterloo                                                          | - Lansare: 4 March 1974 - Label: Polar, Universal Music - Formate: LP, CD, casetă, DD     | 1              | 18             | —              | —              | —              | 6              | —              | 1              | 38             | 28             | 145            | - AUS: 2× Platină - UK: Argint - GER: Platină                                   |
| ABBA                                                              | - Lansare: 21 April 1975 - Label: Polar, Universal Music - Formate: LP, CD, casetă, DD    | 1              | 1              | —              | 55             | —              | 31             | 3              | 1              | 3              | 13             | 174            | - AUS: 10× Platină - UK: Aur                                                    |
| Arrival                                                           | - Lansare: 11 October 1976 - Label: Polar, Universal Music - Formate: LP, CD, casetă, DD  | 1              | 1              | 12             | 3              | 15             | 1              | 1              | 1              | 1              | 1              | 20             | - AUS: 18× Platină - CAN: 2× Platină - GER: 2× Platină - UK: Platină - USA: Aur |
| The Album                                                         | - Lansare: 12 December 1977 - Label: Polar, Universal Music - Formate: LP, CD, casetă, DD | 1              | 4              | 2              | 8              | 13             | 2              | 1              | 1              | 1              | 1              | 14             | - CAN: 2× Platină - GER: Platină - UK: Platină - USA: Platină                   |
| Voulez-Vous                                                       | - Lansare: 23 April 1979 - Label: Polar, Universal Music - Formate: LP, CD, casetă, DD    | 1              | 5              | 2              | 6              | 6              | 1              | 1              | 1              | 2              | 1              | 19             | - CAN: 2× Platină - GER: Platină - UK: Platină - USA: Aur                       |
| Super Trouper                                                     | - Lansare: 3 November 1980 - Label: Polar, Universal Music - Formate: LP, CD, casetă, DD  | 1              | 5              | 3              | 7              | 8              | 1              | 1              | 1              | 5              | 1              | 17             | - GER: 2× Platină - UK: Platină - USA: Aur                                      |
| The Visitors                                                      | - Lansare: 30 November 1981 - Label: Polar, Universal Music - Formate: LP, CD, casetă, DD | 1              | 22             | 3              | 18             | 12             | 1              | 1              | 1              | 19             | 1              | 29             | - GER: Platină - UK: Platină                                                    |
| "—" denotă itemi ce nu au intrat în topuri sau nu au fost lansați |                                                                                           |                |                |                |                |                |                |                |                |                |                |                |                                                                                 |

### Compilații
| Titlu                                                             | Detaliile albumului                                                                       | Poziții de top | Poziții de top | Poziții de top | Poziții de top | Poziții de top | Poziții de top | Poziții de top | Poziții de top | Poziții de top | Poziții de top | Poziții de top | Certificări                                                                               |
| Titlu                                                             | Detaliile albumului                                                                       | SWE            | AUS            | AUT            | CAN            | FRA            | GER            | NLD            | NOR            | NZ             | UK             | US             | Certificări                                                                               |
| ----------------------------------------------------------------- | ----------------------------------------------------------------------------------------- | -------------- | -------------- | -------------- | -------------- | -------------- | -------------- | -------------- | -------------- | -------------- | -------------- | -------------- | ----------------------------------------------------------------------------------------- |
| Greatest Hits                                                     | - Lansare: 17 November 1975 - Label: Polar, Universal Music - Formate: LP, CD, casetă, DD | 1              | —              | —              | 2              | 9              | —              | —              | 1              | —              | 1              | 48             | - CAN: 5× Platină - GER: Aur - UK: Platină - USA: Platină                                 |
| The Best of ABBA                                                  | - Lansare: November 1975 - Label: RCA Records - Formate: LP, CD, Casetă                   | —              | 1              | 1              | —              | —              | 1              | 2              | 13             | 1              | —              | —              | - AUS: 22× Platină - GER: 2× Gold                                                         |
| Greatest Hits Vol. 2                                              | - Lansare: 29 October 1979 - Label: Polar, Universal Music - Formate: LP, CD, Casetă      | 20             | 20             | 2              | 8              | 5              | 6              | 2              | 25             | 3              | 1              | 46             | - GER: Platină - UK: Platină - USA: Aur                                                   |
| The Singles: The First Ten Years                                  | - Lansare: 8 November 1982 - Label: Polar, Atlantic - Formate: LP, CD, Casetă             | 29             | 18             | —              | 24             | 6              | 5              | 5              | 33             | 5              | 1              | 62             | - GER: Aur - UK: Platină                                                                  |
| Gold: Greatest Hits                                               | - Lansare: 21 September 1992 - Label: PolyGram, Universal - Formate: LP, CD, casetă, DD   | 1              | 1              | 1              | 4              | 1              | 1              | 3              | 1              | 3              | 1              | 36             | - AUS: 16× Platină - CAN: 10× Platină - GER: 10× Gold - UK: 14× Platină - USA: 6× Platină |
| More ABBA Gold: More ABBA Hits                                    | - Lansare: 24 May 1993 - Label: PolyGram, Universal - Formate: LP, CD, casetă, DD         | 3              | 38             | 7              | —              | 10             | 9              | 10             | 16             | —              | 13             | —              | - CAN: Aur - GER: Aur - UK: Platină                                                       |
| Love Stories                                                      | - Lansare: 26 octombrie 1998 - Label: Polydor (Universal) - Formate: LP, CD, Casetă       | —              | —              | 15             | —              | —              | 82             | —              | 30             | 24             | 51             | —              |                                                                                           |
| The Definitive Collection                                         | - Lansare: 2 November 2001 - Label: Universal Music - Formate: CD, DD                     | 26             | 10             | 38             | —              | 12             | 14             | 39             | 8              | 9              | 17             | 186            | - AUS: 2× Platină - GER: Platină                                                          |
| 18 Hits                                                           | - Lansare: 8 September 2005 - Label: Universal Music - Formate: CD, DD                    | —              | 32             | —              | —              | 15             | 62             | —              | —              | —              | 15             | —              | - AUS: 3× Platină                                                                         |
| Number Ones                                                       | - Lansare: 20 November 2006 - Label: Universal Music - Formate: CD, DD                    | 20             | 36             | 22             | —              | —              | 24             | 57             | 25             | 1              | 15             | —              |                                                                                           |
| "—" denotă itemi ce nu au intrat în topuri sau nu au fost lansați |                                                                                           |                |                |                |                |                |                |                |                |                |                |                |                                                                                           |

### Alte albume compilații
| Titlu                                                              | Detalii album                                                                            | Poziții de top | Poziții de top | Poziții de top | Poziții de top | Poziții de top | Poziții de top | Poziții de top | Poziții de top | Poziții de top | Poziții de top | Certificări       |
| Titlu                                                              | Detalii album                                                                            | AUT            | CAN            | GER            | JPN            | NLD            | NOR            | NZ             | SWI            | UK             | US             | Certificări       |
| ------------------------------------------------------------------ | ---------------------------------------------------------------------------------------- | -------------- | -------------- | -------------- | -------------- | -------------- | -------------- | -------------- | -------------- | -------------- | -------------- | ----------------- |
| ABBA Greatest Hits 24                                              | - Lansare: 1976 (Japan)                                                                  | —              | —              | —              | —              | —              | —              | —              | —              | —              | —              |                   |
| The Very Best of ABBA: ABBA's Greatest Hits                        | - Lansare: 1976 (Germany)                                                                | —              | —              | 2              | —              | —              | —              | —              | —              | —              | —              | - GER: 3× Gold    |
| All About ABBA                                                     | - Lansare: 1978 (Japan)                                                                  | —              | —              | —              | —              | —              | —              | —              | —              | —              | —              |                   |
| The Magic of ABBA                                                  | - Lansare: 1980                                                                          | —              | —              | —              | —              | —              | —              | —              | —              | —              | —              |                   |
| A Wie ABBA/A Van ABBA                                              | - Lansare: 1981 (Germany/NLD)                                                            | —              | —              | 1              | —              | 1              | —              | —              | —              | —              | —              | - GER: Aur        |
| Very Best of ABBA                                                  | - Lansare: 1981 (Japan)                                                                  | —              | —              | —              | —              | —              | —              | —              | —              | —              | —              |                   |
| I Love ABBA                                                        | - Lansare: 1983                                                                          | 1              | —              | 10             | —              | —              | —              | —              | 14             | —              | —              |                   |
| Thank You for the Music                                            | - Lansare: 1983 (UK)                                                                     | —              | —              | —              | —              | —              | —              | —              | —              | 17             | —              | - UK: Aur         |
| From ABBA With Love                                                | - Lansare: 1984 (Netherlands)                                                            | —              | —              | —              | —              | 6              | —              | —              | —              | —              | —              |                   |
| Absolute ABBA                                                      | - Lansare: 1988                                                                          | —              | —              | —              | —              | —              | —              | —              | —              | 70             | —              |                   |
| The Love Songs                                                     | - Lansare: 1989 (Netherlands)                                                            | —              | —              | —              | —              | 18             | —              | —              | —              | —              | —              |                   |
| The Music Still Goes On                                            | - Lansare: 16 aprilie 1996 (AUS) - Label: Spectrum (Universal) - Formate: CD, casetă, LP | —              | —              | —              | —              | —              | —              | —              | —              | —              | —              |                   |
| 25 Jaar Na Waterloo                                                | - Lansare: 2 aprilie 1999 (NLD)                                                          | —              | —              | —              | —              | 1              | —              | —              | —              | —              | —              |                   |
| 25 Jaar Na Waterloo – Deel 2                                       | - Lansare: 10 septembrie 1999 (NLD)                                                      | —              | —              | —              | —              | 7              | —              | —              | —              | —              | —              |                   |
| The Complete Singles Collection                                    | - Lansare: 23 noiembrie 1999 (GER) - Label: Polydor (Universal) - Formate: CD, Casetă    | 11             | —              | 10             | —              | —              | —              | —              | 6              | —              | —              | - SWI: Aur        |
| 20th Century Masters - The Millennium Collection: The Best of ABBA | - Lansare: 26 septembrie 2000 (NA) - Label: Polydor - Formate: CD, Casetă                | —              | 20             | —              | —              | —              | —              | —              | —              | —              | 189            | - USA: Aur        |
| SOS: The Best of ABBA                                              | - Lansare: 7 February 2001 (Japan) - Label: Universal - Formate: CD                      | —              | —              | —              | 3              | —              | —              | —              | —              | —              | —              | - JPN: 3× Platină |
| The ABBA Story                                                     | - Lansare: 6 iulie 2004 (GER) - Label: Universal - Formate: CD, Digital Download         | 21             | —              | 31             | —              | —              | —              | —              | 14             | —              | —              |                   |
| "—" denotă itemi ce nu au intrat în topuri sau nu au fost lansați  |                                                                                          |                |                |                |                |                |                |                |                |                |                |                   |

### Albume live
| ABBA Live                                                         | - Lansare: 18 august 1986 - Label: Polar, Universal - Formate: LP, CD | 49 | 47 |
| "—" denotă itemi ce nu au intrat în topuri sau nu au fost lansați |                                                                       |    |    |

### Box set
| Thank You for the Music                                           | - Lansare: 31 October 1994 - Label: PolyGram - Formate: CD, digital download         | 17 | 76 | —  | —  | —  | — |    |
| The Complete Studio Recordings                                    | - Lansare: 7 November 2005 - Label: Universal Music - Formate: CD                    | —  | —  | —  | —  | —  | — | —  |
| The Albums                                                        | - Lansare: 11 November 2008 - Label: Universal Music - Formate: CD, digital download | 4  | —  | 57 | 61 | 37 | 5 | 89 |
| "—" denotă itemi ce nu au intrat în topuri sau nu au fost lansați |                                                                                      |    |    |    |    |    |   |    |

## Single-uri
Pentru lista completă, vezi Lista pieselor înregistrate de ABBA
| "People Need Love"                                                 | 1972 | —  | —  | —  | —  | —  | —  | — | —  | —  | —  | Ring Ring               |
| "He Is Your Brother"                                               | 1972 | —  | —  | —  | —  | —  | —  | — | —  | —  | —  | Ring Ring               |
| "Ring Ring"[A]                                                     | 1973 | —  | 7  | —  | —  | —  | —  | — | —  | 32 | —  | Ring Ring               |
| "Love Isn't Easy (But It Sure Is Hard Enough)"                     | 1973 | —  | —  | —  | —  | —  | —  | — | —  | —  | —  | Ring Ring               |
| "Nina, Pretty Ballerina"                                           | 1973 | —  | —  | —  | —  | —  | —  | — | —  | —  | —  | Ring Ring               |
| "Another Town, Another Train"                                      | 1973 | —  | —  | —  | —  | —  | —  | — | —  | —  | —  | Ring Ring               |
| "Waterloo"                                                         | 1974 | —  | 4  | 2  | 1  | 1  | 1  | 1 | —  | 1  | 6  | Waterloo                |
| "Honey, Honey"                                                     | 1974 | —  | 30 | 4  | 2  | —  | 16 | — | —  | —  | 27 | Waterloo                |
| "Hasta Mañana"                                                     | 1974 | —  | 16 | —  | —  | —  | —  | — | 9  | —  | —  | Waterloo                |
| "King Kong Song"                                                   | 1974 | —  | 94 | —  | —  | —  | —  | — | —  | —  | —  | Waterloo                |
| "So Long"                                                          | 1974 | —  | —  | 3  | 11 | —  | —  | — | —  | —  | —  | ABBA                    |
| "I've Been Waiting for You"                                        | 1975 | —  | 49 | —  | —  | —  | —  | — | 8  | —  | —  | ABBA                    |
| "I Do, I Do, I Do, I Do, I Do"                                     | 1975 | —  | 1  | 4  | 6  | —  | 3  | 2 | 1  | 38 | 15 | ABBA                    |
| "SOS"                                                              | 1975 | —  | 1  | 2  | 1  | 4  | 2  | 2 | 1  | 6  | 15 | ABBA                    |
| "Bang-A-Boomerang"                                                 | 1975 | —  | —  | —  | —  | —  | —  | — | —  | —  | —  | ABBA                    |
| "Mamma Mia"                                                        | 1975 | —  | 1  | 3  | 1  | 1  | 13 | 2 | 2  | 1  | 32 | ABBA                    |
| "Fernando"                                                         | 1976 | 2  | 1  | 1  | 1  | 1  | 1  | 2 | 1  | 1  | 13 | Greatest Hits           |
| "Rock Me"                                                          | 1976 | —  | 4  | —  | —  | —  | —  | — | 2  | —  | —  | ABBA                    |
| "Dancing Queen"                                                    | 1976 | 1  | 1  | 4  | 1  | 1  | 1  | 1 | 1  | 1  | 1  | Arrival                 |
| "Money, Money, Money"                                              | 1976 | —  | 1  | 3  | 1  | 2  | 1  | 2 | 1  | 3  | 56 | Arrival                 |
| "Knowing Me, Knowing You"                                          | 1977 | —  | 9  | 2  | 1  | 1  | 3  | 6 | 8  | 1  | 14 | Arrival                 |
| "The Name of the Game"                                             | 1977 | 2  | 6  | 12 | 7  | 2  | 2  | 3 | 4  | 1  | 12 | ABBA: The Album         |
| "Take a Chance on Me"                                              | 1978 | —  | 12 | 1  | 3  | 1  | 2  | 8 | 14 | 1  | 3  | ABBA: The Album         |
| "Eagle" / "Thank You for the Music" (double A-side)[B]             | 1978 | —  | 82 | 17 | 6  | —  | 4  | — | —  | —  | —  | ABBA: The Album         |
| "Summer Night City"                                                | 1978 | 1  | 13 | 18 | 6  | 1  | 5  | 3 | 37 | 5  | —  | Greatest Hits Vol. 2    |
| "Chiquitita"                                                       | 1979 | 2  | 4  | 6  | 3  | 1  | 1  | 4 | 1  | 2  | 29 | Voulez-Vous             |
| "Does Your Mother Know"                                            | 1979 | —  | 7  | 13 | 10 | 3  | 4  | — | 27 | 4  | 19 | Voulez-Vous             |
| "Voulez-Vous"[C]                                                   | 1979 | —  | 79 | —  | 14 | 3  | 4  | — | —  | 3  | 80 | Voulez-Vous             |
| "Angeleyes"                                                        | 1979 | —  | —  | —  | —  | 3  | —  | — | —  | 3  | 64 | Voulez-Vous             |
| "Gimme! Gimme! Gimme! (A Man After Midnight)"                      | 1979 | 16 | 8  | 2  | 3  | 1  | 2  | 2 | 15 | 3  | —  | Greatest Hits Vol. 2    |
| "I Have a Dream"                                                   | 1979 | —  | 64 | 1  | 4  | 2  | 1  | — | —  | 2  | —  | Voulez-Vous             |
| "The Winner Takes It All"                                          | 1980 | 2  | 7  | 3  | 4  | 1  | 1  | 3 | 16 | 1  | 8  | Super Trouper           |
| "On and On and On"                                                 | 1980 | —  | 9  | —  | —  | —  | —  | — | —  | —  | 90 | Super Trouper           |
| "Super Trouper"                                                    | 1980 | 11 | 77 | 3  | 1  | 1  | 1  | 2 | —  | 1  | 45 | Super Trouper           |
| "Lay All Your Love on Me"                                          | 1981 | —  | —  | —  | 26 | 8  | —  | — | —  | 7  | —  | Super Trouper           |
| "One of Us"                                                        | 1981 | 13 | 4  | 3  | 1  | 1  | 1  | 6 | 43 | 3  | —  | The Visitors            |
| "When All Is Said and Done"                                        | 1982 | —  | 81 | —  | —  | —  | —  | — | —  | —  | 27 | The Visitors            |
| "Head Over Heels"                                                  | 1982 | —  | —  | 8  | 19 | 14 | 4  | — | —  | 25 | —  | The Visitors            |
| "The Visitors"                                                     | 1982 | —  | —  | —  | —  | —  | —  | — | —  | —  | 63 | The Visitors            |
| "The Day Before You Came"                                          | 1982 | 3  | 48 | 16 | 5  | 12 | 3  | 5 | —  | 32 | —  | The Singles             |
| "Under Attack"                                                     | 1983 | —  | 96 | —  | 22 | 11 | 5  | — | —  | 26 | —  | The Singles             |
| "Thank You for the Music"                                          | 1983 | —  | —  | —  | —  | 17 | 38 | — | —  | 33 | —  | Thank You for the Music |
| "—" denotă că single-ul nu a intrat în topuri sau nu a fost lansat |      |    |    |    |    |    |    |   |    |    |    |                         |

Note
- A^ "Ring Ring" was originally credited to "Björn & Benny, Agnetha & Frida" in the Netherlands. The UK, Australian and New Zealand chart entry was the 1974 remix (released following "Waterloo"'s Eurovision success), not the 1973 original.
- B^ "Eagle" was released as a double A-side in most regions with "Thank You for the Music".
- C^ "Voulez-Vous" was released as a double A-side in the UK and Ireland with "Angeleyes". In Canada and the United States, "Voulez-Vous" and "Angeleyes" were released on the same single but charted separately.

Singles released exclusively
The pre-Abba songs "Hej Gamle Man", "Tänk Om Jorden Vore Ung", "She's My Kind of Girl", "Det Kan Ingen Doktor Hjälpa", "En Karusell"/"En Carousel" and "Love Has Its Ways" were released in Sweden and/or Japan as singles (1970–1972). These songs were released officially as singles by Björn & Benny, but some featured vocal contributions from both Agnetha Fältskog and Annifrid Lyngstad. The German version of "Hej Gamle Man" ("Hey Musikant") was released as a single in Germany (1971), while France saw a release of "Inga Theme" as a single in 1971.
"En sång och en saga" was released as an Agnetha Fältskog solo single in Sweden (1970). It features the remaining ABBA-members as vocalists.
The Swedish versions of "Ring Ring" ("Ring Ring (Bara Du Slog en Signal)", "Waterloo", "SOS" (solo single by Agnetha Fältskog) and "Fernando" (solo single by Annifrid Lyngstad) were released ind the Scandinavian markets (1973–1975).
The German versions of "Waterloo" and "Ring Ring" were released as singles in Germany and Austria (1973–1974).
"I Am Just a Girl" (1973) and "That's Me" (1976) was released as singles in Japan. "Slipping Through My Fingers" was released as a promo-single in Japan (1980) on red vinyl.
"Another Town, Another Train" and "Rock 'n' Roll Band" were released as singles in the USA (1973).
A different mix of the English version of "Waterloo" was mistakenly released in Norway (1974), but was quickly withdrawn and replaced by the final mix and most well-known version.
Two different remixes of "Ring Ring" were released as singles in the USA, Canada and UK (1974) as a follow-up to "Waterloo".
The French version of "Waterloo" was released as a single in France and Canada (1974).
"Hasta Mañana" was released as a single in Italy, Japan, Portugal, Rhodesia, and South Africa (1974).
"Dum Dum Diddle" was released as a single in Argentina (1976).
"As Good as New" was released as a single in Argentina, Bolivia, and México (1979).
"Hovas Vittne" (1980) and "Sång Till Görel" (1979) were released as private singles in limited numbers in Sweden.
The Spaniolă versions of "Chiquitita", "Andante, Andante", "Thank You for the Music" ("Gracias Por La Música"), "I Have a Dream" ("Estoy Soñando"), "Happy New Year" ("Felicidad"), "When All Is Said and Done" ("No Hay a Quien Culpar"), "Slipping Through My Fingers" ("Se Me Está Escapando") and "Gimme! Gimme! Gimme! (A Man After Midnight)" ("Dame! Dame! Dame!") were released as singles in Spaniolă speaking countries—primarily in Spain and South América as well as Japan and South Africa (1979–1981).
"Our Last Summer" was released as a single in Greece (1980).
"Happy New Year" saw its release as a single in the Netherlands, Brazil and Portugal (1980). In 1989 the song was released as CD single in Austria and 10 years later as a "Millennium Edition" in Germany and the Netherlands. "Happy New Year" has since been released as a CD single in European markets as well as a limited, silver-glittered vinyl single (2011) (only 500 copies were released).
"En hälsning till våra parkarrangörer" was released as a promo single (1972) in order promote ABBA's then-upcoming tour of the Swedish "Folk Parks". "Live '77" was released in Sweden (1977) as a 7" Flexidisc promo-single. "The Way Old Friends Do" was released as a promo CD single in Europe (1993). "Dream World" coupled with an unfinished version of "Just Like That" was released as a promo CD single in 1994, while "Put On Your White Sombrero" was released as a promo single in 1996.
See also "Non-English releases" and "Other releases" for chart positions.

## Videografie

### Albume video
| An   | Titlu                          | Format |
| ---- | ------------------------------ | ------ |
| 2002 | ABBA The Definitive Collection | DVD    |
| 2003 | ABBA Gold                      | DVD    |
| 2006 | ABBA 16 Hits                   | DVD    |
| 2006 | ABBA Number Ones               | DVD    |
| 2012 | ABBA The Essential Collection  | DVD    |

### DVDuri
| An   | Titlu                        |
| ---- | ---------------------------- |
| 1999 | ABBA The Winner Takes It All |
| 2002 | ABBA: The Ultimate Review    |
| 2004 | ABBA in Concert              |
| 2004 | ABBA: The Last Video         |
| 2004 | ABBA Super Troupers          |
| 2005 | ABBA The Movie               |
| 2009 | ABBA in Japan                |

### Clipuri video
| An   | Titlu                                         | Regizor                                |
| ---- | --------------------------------------------- | -------------------------------------- |
| 1974 | "Waterloo"                                    | Lasse Hallström                        |
| 1974 | "Ring Ring"                                   | Lasse Hallström                        |
| 1975 | "Mamma Mia"                                   | Lasse Hallström                        |
| 1975 | "SOS"                                         | Lasse Hallström                        |
| 1975 | "Bang-A-Boomerang"                            | Lasse Hallström                        |
| 1975 | "I Do, I Do, I Do, I Do, I Do"                | Lasse Hallström                        |
| 1976 | "Fernando"                                    | Lasse Hallström                        |
| 1976 | "Dancing Queen"                               | Lasse Hallström                        |
| 1976 | "My Love, My Life"                            | Per Falkman (SVT crew)                 |
| 1976 | "When I Kissed the Teacher"                   | Per Falkman (SVT crew)                 |
| 1976 | "Tiger"                                       | Per Falkman (SVT crew)                 |
| 1976 | "Money, Money, Money"                         | Lasse Hallström                        |
| 1977 | "Knowing Me, Knowing You"                     | Lasse Hallström                        |
| 1977 | "That's Me"                                   | Lasse Hallström                        |
| 1977 | "The Name of the Game"                        | Lasse Hallström                        |
| 1978 | "Take a Chance on Me"                         | Lasse Hallström                        |
| 1978 | "Eagle"                                       | Lasse Hallström                        |
| 1978 | "One Man, One Woman"                          | Lasse Hallström                        |
| 1978 | "Thank You for the Music"                     | Lasse Hallström                        |
| 1978 | "Summer Night City"                           | Lasse Hallström                        |
| 1979 | "Chiquitita"                                  | BBC crew                               |
| 1979 | "Does Your Mother Know"                       | Lasse Hallström                        |
| 1979 | "Voulez-Vous"                                 | Lasse Hallström                        |
| 1979 | "Gimme! Gimme! Gimme! (A Man After Midnight)" | Lasse Hallström                        |
| 1979 | "Estoy Soñando"                               | Lasse Hallström                        |
| 1979 | "I Have a Dream"                              | Urban Lasson                           |
| 1980 | "Conociéndome, Conociéndote"                  | Lasse Hallström                        |
| 1980 | "Gracias por la Música"                       | Lasse Hallström                        |
| 1980 | "On and On and On"                            | Anders Hanser (photo montage)          |
| 1980 | "The Winner Takes It All"                     | Lasse Hallström                        |
| 1980 | "Super Trouper"                               | Lasse Hallström                        |
| 1980 | "Happy New Year"                              | Lasse Hallström                        |
| 1980 | "Felicidad"                                   | Lasse Hallström                        |
| 1981 | "Lay All Your Love on Me"                     | video collage                          |
| 1981 | "When All Is Said and Done"                   | Lasse Hallström                        |
| 1981 | "One of Us"                                   | Lasse Hallström                        |
| 1981 | "No Hay A Quien Culpar"                       | Lasse Hallström                        |
| 1982 | "Head over Heels"                             | Lasse Hallström                        |
| 1982 | "The Day Before You Came"                     | Kjell Sundvall and Kjell-Åke Andersson |
| 1982 | "Under Attack"                                | Kjell Sundvall and Kjell-Åke Andersson |

## Lansări în alte limbi decât engleza

### Compilații
| An   | Album                                                                             |
| ---- | --------------------------------------------------------------------------------- |
| 1980 | Gracias Por La Música - Lansare: 23 June 1980 - Label: Polar, Septima Records     |
| 1993 | ABBA Oro: Grandes Éxitos - Lansare: 24 September 1993 - Label: Polydor, Universal |

### Single-uri
| An   | Single                               | Versiunea engleză                          | Limbă            |
| ---- | ------------------------------------ | ------------------------------------------ | ---------------- |
| 1972 | "En Karusell"                        | "Merry-Go-Round"                           | Suedeză          |
| 1973 | "Ring Ring (Bara Du Slog En Signal)" | "Ring Ring"                                | Suedeză          |
| 1973 | "Ring Ring"                          | "Ring Ring"                                | Germană          |
| 1974 | "Waterloo"                           | "Waterloo"                                 | Suedeză          |
| 1974 | "Waterloo"                           | "Waterloo"                                 | Germană/Franceză |
| 1979 | "Chiquitita"                         | "Chiquitita"                               | Spaniolă         |
| 1980 | "¡Dame! ¡Dame! ¡Dame!"               | "Gimme Gimme Gimme (A Man After Midnight)" | Spaniolă         |
| 1980 | "Estoy Soñando"                      | "I Have a Dream"                           | Spaniolă         |
| 1980 | "Gracias por la Música"              | "Thank You for the Music"                  | Spaniolă         |
| 1980 | "Felicidad"                          | "Happy New Year"                           | Spaniolă         |
| 1982 | "No Hay A Quien Culpar"              | "When All is Said and Done"                | Spaniolă         |
| 1982 | "Se Me Está Escapando"               | "Slipping Through My Fingers"              | Spaniolă         |

## Alte lansări

### Single-uri
| An   | Single                                            | Poziții de top | Poziții de top | Poziții de top | Poziții de top | Poziții de top | Poziții de top | Poziții de top | Poziții de top | Poziții de top | Poziții de top | Album                             |
| An   | Single                                            | SWE            | AUS            | AUT            | FRA            | GER            | NL             | NOR            | NZ             | UK             | US             | Album                             |
| ---- | ------------------------------------------------- | -------------- | -------------- | -------------- | -------------- | -------------- | -------------- | -------------- | -------------- | -------------- | -------------- | --------------------------------- |
| 1976 | "Dum Dum Diddle" (Argentina)                      | —              | —              | —              | —              | —              | —              | —              | —              | —              | —              | Arrival                           |
| 1977 | "That's Me" (Japan)                               | —              | —              | —              | —              | —              | —              | —              | —              | —              | —              | Arrival                           |
| 1978 | "One Man, One Woman" (Taiwan)                     | —              | —              | —              | —              | —              | —              | —              | —              | —              | —              | The Album                         |
| 1979 | "As Good as New" (Mexico & Argentina)             | —              | —              | —              | —              | —              | —              | —              | —              | —              | —              | Voulez-Vous                       |
| 1980 | "Andante, Andante" (South America & South Africa) | —              | —              | —              | —              | —              | —              | —              | —              | —              | —              | Super Trouper                     |
| 1980 | "Our Last Summer" (Greece)                        | —              | —              | —              | —              | —              | —              | —              | —              | —              | —              | Super Trouper                     |
| 1980 | "Happy New Year" (Japan, Portugal, Brazil)        | —              | —              | —              | —              | —              | —              | —              | —              | —              | —              | Super Trouper                     |
| 1994 | "Dream World"                                     | —              | —              | —              | —              | —              | —              | —              | —              | —              | —              | Thank You for the Music (box set) |
| 1994 | "Put On Your White Sombrero"                      | —              | —              | —              | —              | —              | —              | —              | —              | —              | —              | Thank You for the Music (box set) |

### Re-lansări
| An   | Single                     | Poziții de top | Poziții de top | Poziții de top | Poziții de top | Poziții de top | Poziții de top | Poziții de top | Poziții de top | Poziții de top | Poziții de top | Poziții de top | Album                                 |
| An   | Single                     | SWE            | AUS            | AUT            | FRA            | GER            | IRE            | NL             | NOR            | NZ             | UK             | US             | Album                                 |
| ---- | -------------------------- | -------------- | -------------- | -------------- | -------------- | -------------- | -------------- | -------------- | -------------- | -------------- | -------------- | -------------- | ------------------------------------- |
| 1983 | "Thank You for the Music"  | —              | —              | —              | 58             | —              | 17             | —              | —              | —              | 33             | —              | Thank You for the Music (compilation) |
| 1984 | "Thank You for the Music"  | —              | —              | —              | —              | —              | —              | 23             | —              | —              | —              | —              | From ABBA With Love (compilation)     |
| 1992 | "Dancing Queen"5           | 15             | 28             | —              | —              | 22             | 9              | 24             | 5              | 14             | 16             | —              | ABBA Gold                             |
| 1992 | "Voulez-Vous"5             | —              | —              | —              | —              | —              | —              | 64             | —              | —              | —              | —              | ABBA Gold                             |
| 1992 | "Thank You for the Music"5 | —              | —              | —              | —              | 55             | —              | —              | —              | —              | —              | —              | ABBA Gold                             |
| 1992 | "Summer Night City"6       | —              | —              | —              | —              | —              | —              | —              | —              | —              | —              | —              | More ABBA Gold: More ABBA Hits        |
| 1999 | "Happy New Year"           | 27             | —              | —              | —              | 78             | —              | 15             | 20             | —              | —              | —              | The Complete Singles Collection       |
| 2001 | "SOS"7                     | —              | —              | —              | —              | —              | —              | —              | —              | —              | —              | —              | SOS: The Best of ABBA                 |
| 2004 | "Waterloo"8                | —              | —              | —              | —              | —              | —              | —              | —              | —              | 20             | —              | Waterloo: 30th Anniversary Collection |
| 2008 | "Happy New Year"9          | 4              | —              | —              | —              | —              | —              | —              | 11             | —              | —              | —              |                                       |
| 2008 | "Mamma Mia"10              | —              | 48             | —              | —              | —              | —              | —              | —              | —              | 56             | —              |                                       |
| 2008 | "Dancing Queen"10          | —              | 58             | —              | —              | —              | —              | —              | —              | —              | —              | —              |                                       |
| 2008 | "Honey, Honey"10           | —              | —              | —              | —              | —              | —              | —              | 16             | —              | —              | —              |                                       |
| 2010 | "Happy New Year            | —              | —              | —              | —              | —              | —              | 8              | —              | —              | —              | —              |                                       |

- 5"Dancing Queen", "Voulez-Vous" and "Thank You For The Music" were reissues of the original songs to promote the 1992 compilation ABBA Gold.[46]
- 6"Summer Night City" was released to promote the 1993 compilation More ABBA Gold: More ABBA Hits.[47]
- 7"SOS" was reissued as a double A-side single with "Chiquitita" to promote the Japan-only compilation SOS: The Best of ABBA. The song has sold more than 130,000 copies and became the best-selling single of 2001 performed by a Western artist in Japan.
- 8"Waterloo" was a reissue of the original song to promote the 2004 reissue of Waterloo as a 30th Anniversary Edition.
- 9"Happy New Year" peaked at number 25 on the Danish singles chart upon its reissue in 2008.[48]
- 10"Mamma Mia", "Dancing Queen" and "Honey, Honey" were reissued due to the popularity of Mamma Mia! The Movie.